# ابو سلمه
ابو سلمه عبدالله بن عبدالاسد (به عربی: أَبُو سَلَمَة عَبْدُ اللهِ بْنُ عَبْدِ الأَسَدِ) از صحابه محمد و از اولین کسانی بود که اسلام را پذیرفت. وی همچنین پسر عمه و برادر رضاعی محمد بود.

## زندگی
ابو سلمه یکی از اولین اصحاب محمد بود. مادرش بره بنت عبدالمطلب و پدرش و عبدالاسد بود بدین ترتیب او را پسر عمه اول محمد کرد. چنانکه بره خواهر کامل عبدالله بن عبدالمطلب بود . او با ام سلمه ازدواج کرد و از اولین کسانی بودند که به اسلام گرویدند . آنها چهار فرزند داشتند: سلمه، عمر، زینب و درّه.
ابوسلمه نیز در مهاجرت به حبشه شرکت داشت اما بعداً تحت حمایت دایی‌اش ابوطالب بن عبدالمطلب بازگشت.

## زندگانی
عبدالله بن عبدالاسد بن هلال بن عبدالله بن عمر بن مخزوم قریشی، از سابقین اسلام است که به همراه عبیدة بن حارث و ارقم بن ابی‌ارقم و عثمان بن مظعون اسلام را پذیرفته‌است. وی نوه دختری عبدالمطلب از «برة» بوده که پسرعمه محمد محسوب می‌شود. همچنین وی برادر رضاعی محمد نیز می‌باشد.
وی یکی از مهاجران مسلمان به سوی حبشه بوده که توسط همسرش ام‌سلمه، هند دختر ابی‌امیه مخزومیه به این سفر عزیمت کرد. وی پس از بازگشت از مهاجرت اول به حبشه، بعد از مدتی مجدداً به سوی حبشه مهاجرت کرد و پس از بازگشتش از سفر دوم، به یثرب عزیمت کرد. او علاوه بر تحمل زحمت هجرت با مسلمانان در صدر اسلام، در جنگ بدر و احد با محمد شرکت کرد و در این جنگ‌ها از ناحیه بازو، زخم دید. سرانجام وی در جمادی الآخر سال چهارم هجری از دنیا رفت.
از ازدواج او با ام‌سلمه، چهار فرزند گزارش شده‌است که عبارتند از: سلمه، عمر، زینب و دورا. از زندگانی سه فرزند او، اطلاعاتی از دست نیست، اما عمر بن عبدالله، از یاران علی بن ابی‌طالب در جنگ جمل بود که مدتی از جانب علی بن ابی‌طالب، والی بحرین و فارس -و به قولی حلوان، ماه و ماسبذان- شد. پس از مرگ وی، محمد با بیوه او ام‌سلمه ازدواج کرد.